# Município de Whitewater (Ohio)
O município de Whitewater (em inglês: Whitewater Township) é um município localizado no condado de Hamilton no estado estadounidense de Ohio. No ano de 2010 tinha uma população de 5.519 habitantes e uma densidade populacional de 80,88 pessoas por km².

## Geografia
O município de Whitewater encontra-se localizado nas coordenadas 39° 11′ 55″ N, 84° 45′ 47″ O. Segundo a Departamento do Censo dos Estados Unidos, o município tem uma superfície total de 68.24 km², da qual 65,67 km² correspondem a terra firme e (3,77 %) 2,57 km² é água.

## Demografia
Segundo o censo de 2010, tinha 5.519 habitantes residindo no município de Whitewater. A densidade populacional era de 80,88 hab./km². Dos 5.519 habitantes, o município de Whitewater estava composto pelo 96,19 % brancos, o 0,45 % eram afroamericanos, o 0,29 % eram amerindios, o 0,14 % eram asiáticos, o 1,43 % eram de outras raças e o 1,49 % eram de uma mistura de raças. Do total da população o 3,04 % eram hispanos ou latinos de qualquer raça.